# كنيسة سانتا كروز

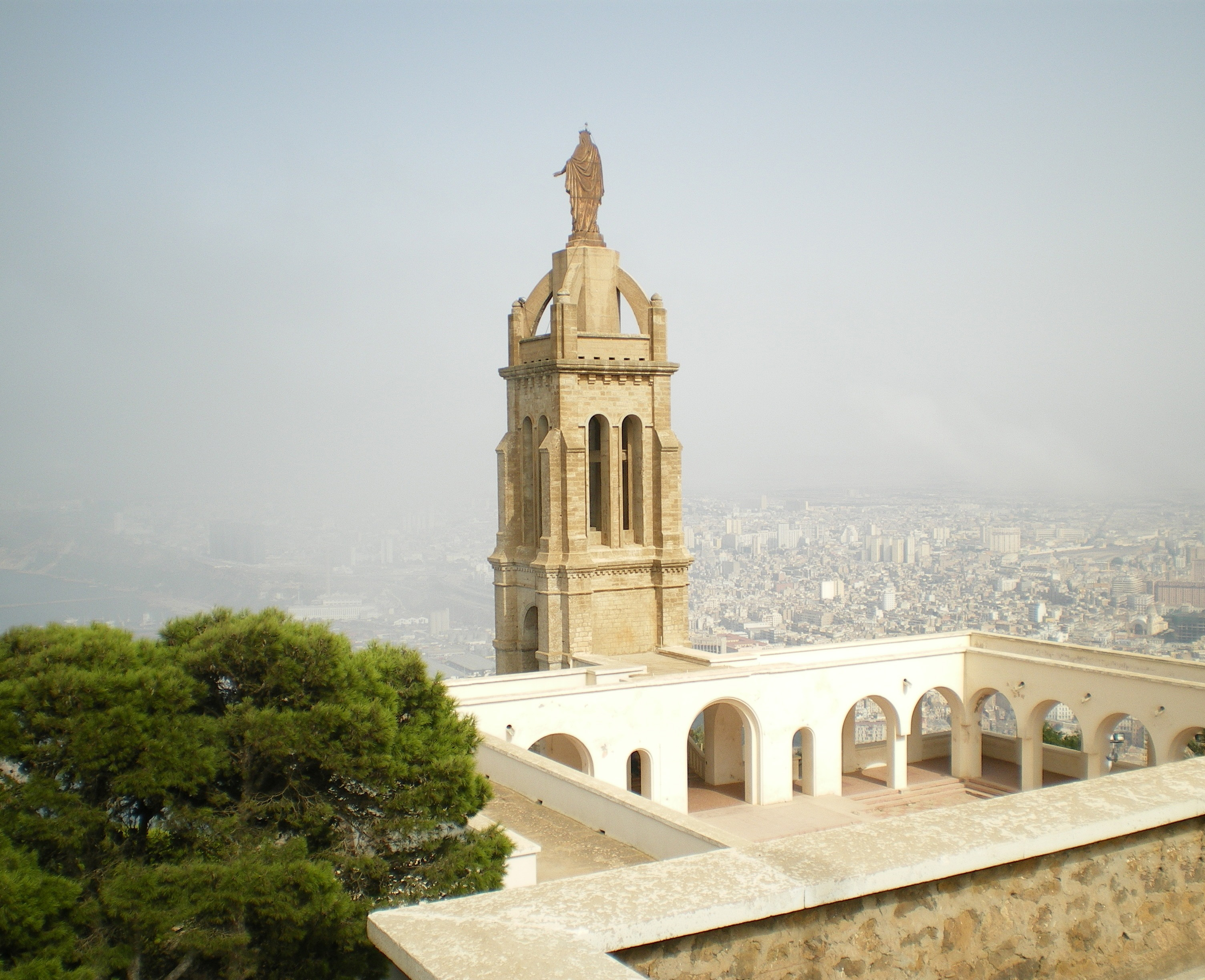
دير سانتا كروز، وهران

كنيسة سانتا كروز أو دير سانتا كروز هو دير بوهران مشيد فوق جبل مرجاجو تحت حصن سانتا كروز والتي تعني الصليب المقدس.

## التاريخ

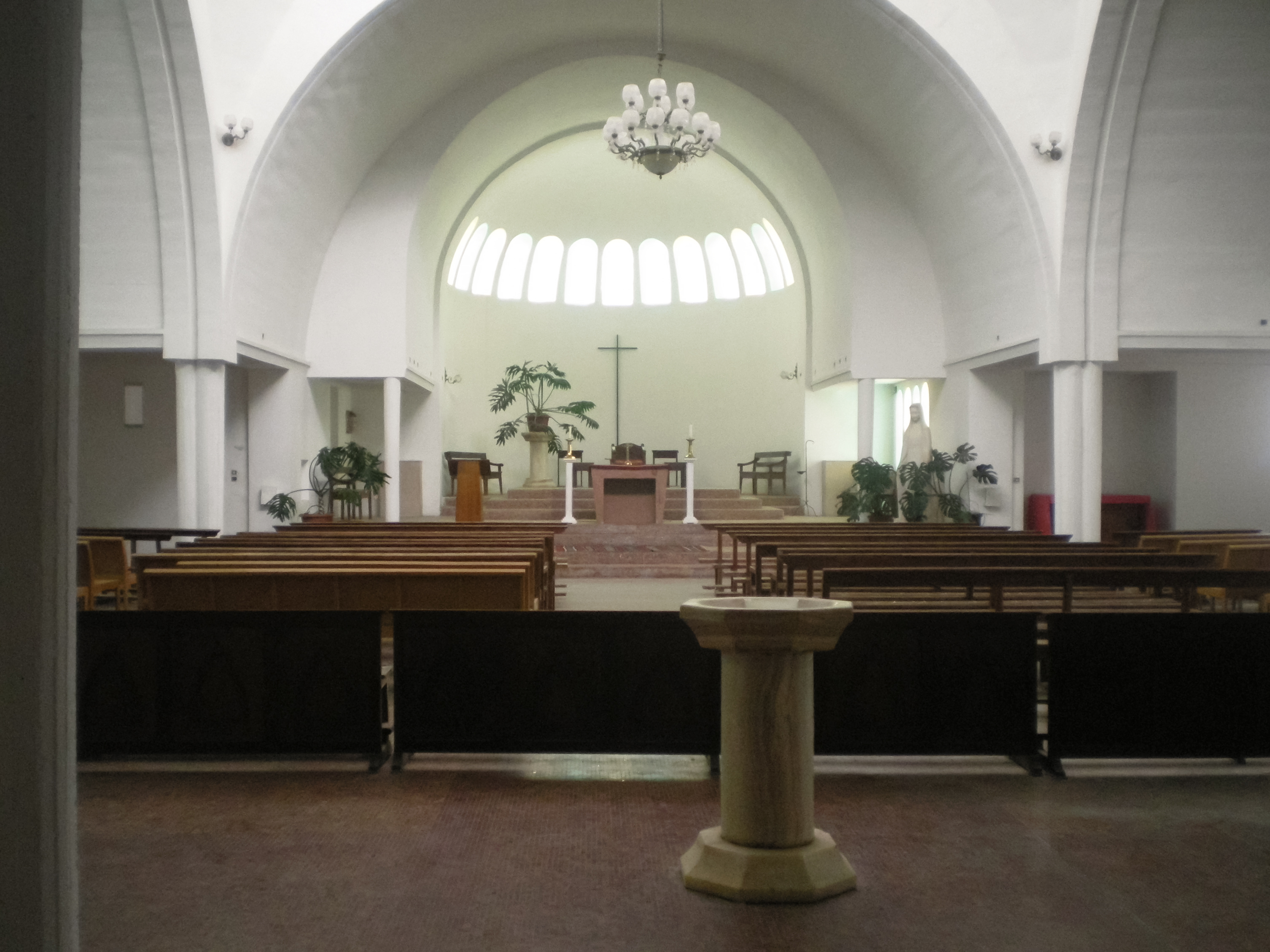
منظر داخلي لكنيسة سانتا كروز بوهران.

شيدت عام 1850 بعد كارثة عدوى الكوليرا عام 1849 التي كانت تؤدي بحيات المئات يومياً. وسعت فيما بعد وتم تثبيت تمثال العذراء على البرج في عام 1873. جرس البرج وزنها 1178 كيلوغرام صنعت في ورشات بوردان بليون.
منذ افتتاحها من أكثر من قرن ونصف السيدة المقدسة المعروفة أيضا باسم عذراء وهران يجتذب العديد من المؤمنين المسيحيين والفضوليين وذلك لدورها التشفعي في وباء الكوليرا 1849 ولطلب تحقيق رغباتهم. موقعه يقدم منظر رائع لخليج ومدينة وهران. تمثال العذراء الذي كان موجود في الكنيسة يوجد الآن في مزار سانتا كروز بنيم.

## معرض الصور

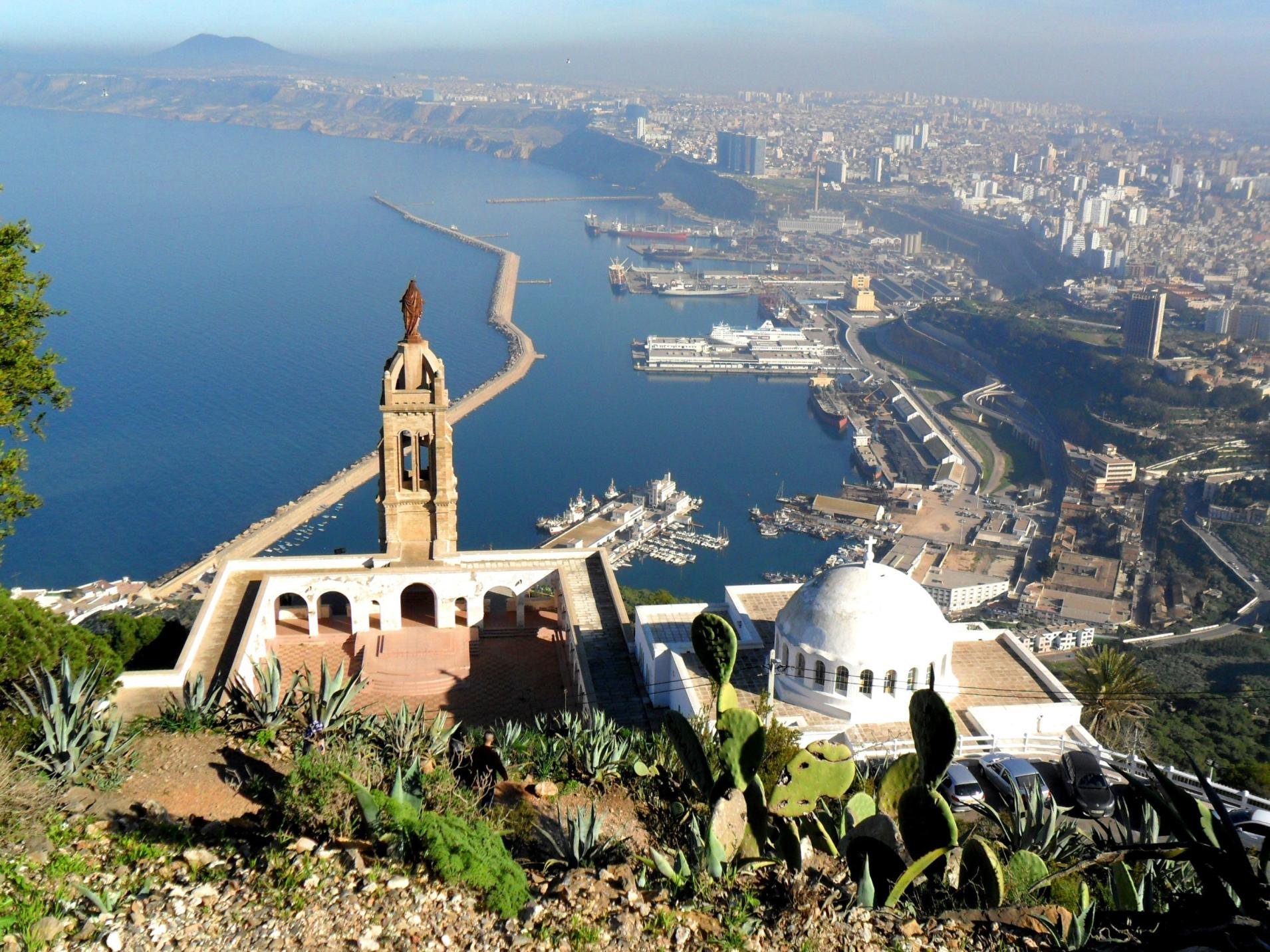
منظر علوي لكنيسة سانتا كروز
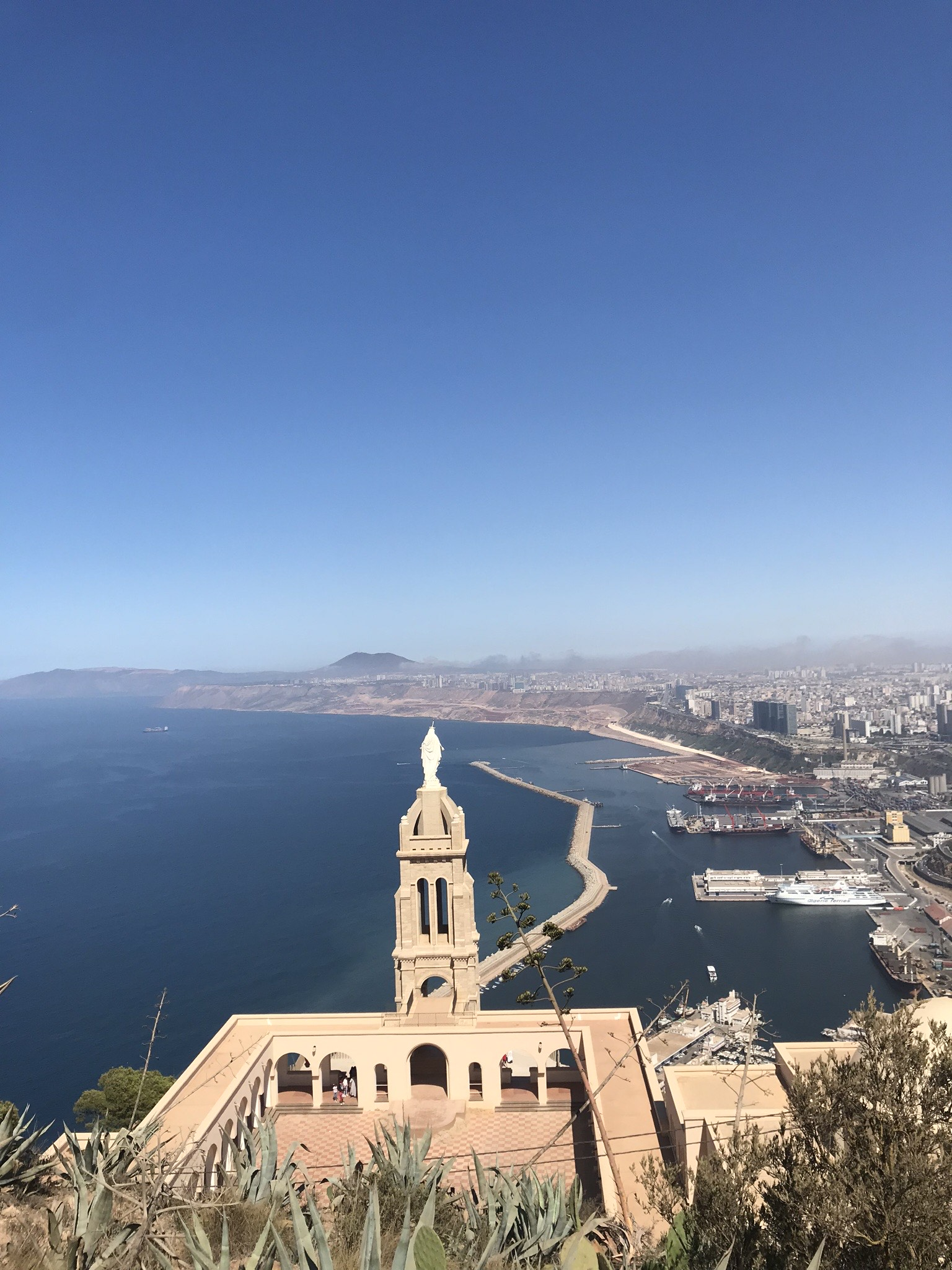
منظر من أعلى للكنيسة
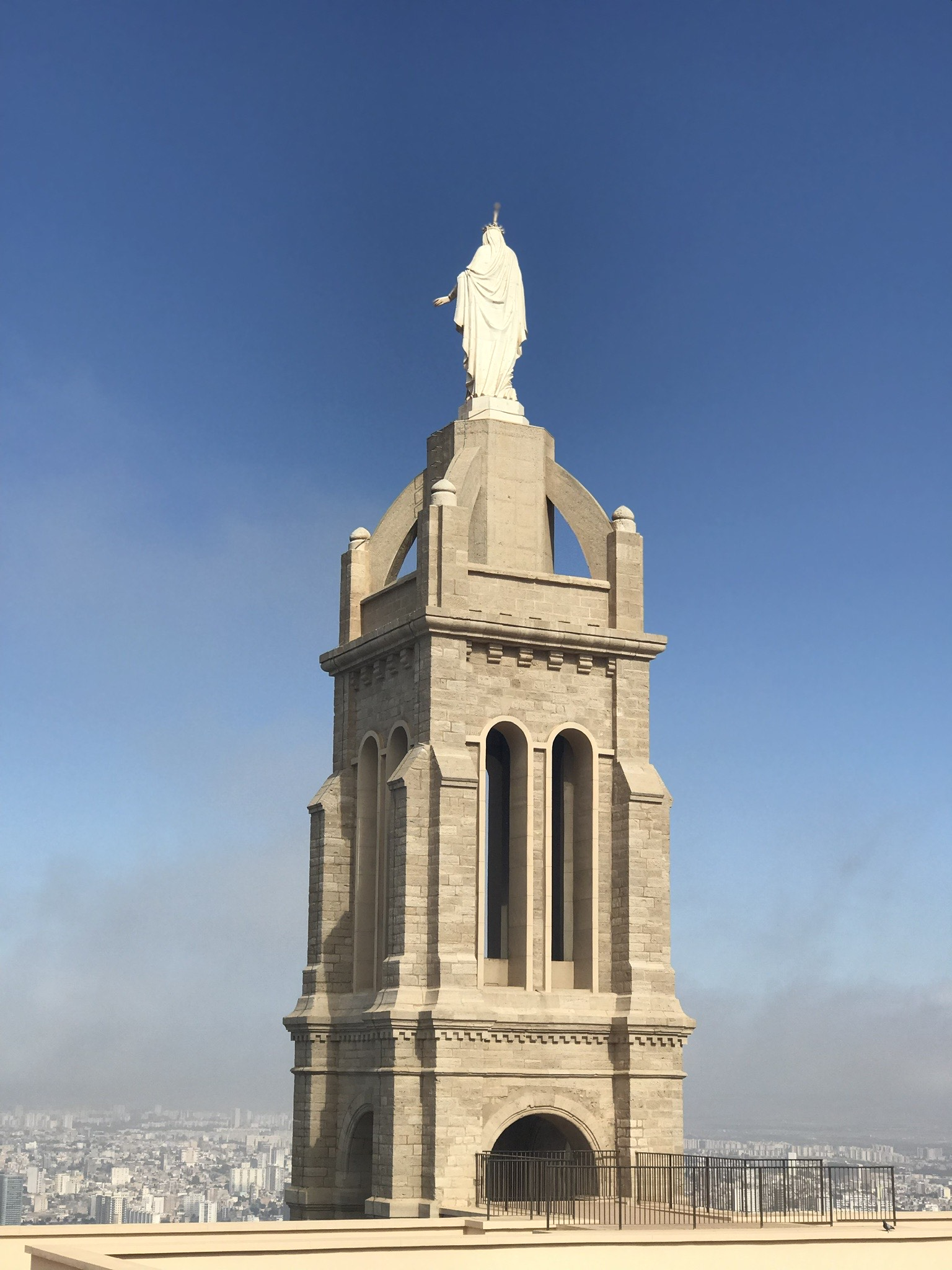
تمثال للعذراء مريم يطل على مدينة وهران